# Heterochaetula tricolor
Heterochaetula tricolor är en bönsyrseart som beskrevs av Wood-mason 1876. Heterochaetula tricolor ingår i släktet Heterochaetula och familjen Mantidae. Inga underarter finns listade i Catalogue of Life.